# Estheria petiolata
Espèce
Estheria petiolata est une espèce de diptères de la famille des Tachinidae.

## Répartition
Cette espèce se rencontre en Europe (Allemagne, Autriche, Biélorussie, Bulgarie, Danemark, Espagne, Finlande, France, Géorgie, Pologne, Suisse, Ukraine) et en Asie (Arménie, Azerbaïdjan, Chine, Iran, Kazakhstan, Kirghizistan, Tadjikistan, Turkménistan, Ouzbékistan). Elle est plus fréquente en montagne, où on peut la trouver jusqu'à 1 900 m d'altitude, notamment dans les zones chaudes des Alpes. Elle est assez rare en plaine.

## Mode de vie
Estheria petiolata se développe entre mi-mai et début septembre et atteint une taille comprise entre 9 et 14 mm. Sa larve parasite le hanneton de la Saint-Jean.

## Systématique
Le nom scientifique complet (avec auteur) de ce taxon est Estheria petiolata (Bondorff (en), 1866).
L'espèce a été initialement classée dans le genre Dexia sous le protonyme Dexia petiolata Bonsdorff, 1866.
Estheria petiolata a pour synonyme : Dexia petiolata Bonsdorff, 1866.